# Patricio Walker
Patricio Arturo Walker Prieto (Santiago, 28 de abril de 1969) es un abogado y político chileno, miembro del Partido Demócrata Cristiano (PDC). Se desempeñó como diputado de la República en representación del antiguo distrito n° 8, correspondiente a las comunas deCoquimbo, Ovalle y Río Hurtado (región de Coquimbo) durante tres periodos legislativos consecutivos, desde 1998 hasta 2010. Asimismo, entre 2010 y 2018 ejerció como senador por la Circunscripción n° 18, región de Aysén. Durante su paso por el Congreso Nacional, fungió la presidencia de ambas cámaras legislativas.

## Biografía

### Familia
Nació el 28 de abril de 1969, en Santiago, hijo de Ignacio Walker Concha, abogado y empresario de la región de Aysén fallecido en 2001, e Isabel Margarita Sally Prieto Vial, primera regidora de la Democracia Cristiana (DC) en Pirque, tiene ocho hermanos, tres de los cuales son políticos —Ignacio, Antonio y Matías—, mientras que los otros cinco —Pedro, Tomás, Juan, Francisco y María Isabel— se dedican a los negocios. Su abuelo Horacio Walker fue vicepresidente de la DC, senador, ministro de Justicia; y de Relaciones Exteriores y embajador. Su bisabuelo Joaquín Walker Martínez fue diputado y senador.
Está casado con Francisca Ibarra Ovalle, con la que ha tenido tres hijos.

### Estudios y vida laboral
Entre 1975 y 1983, cursó los estudios primarios en el Colegio San Ignacio. Continuó su enseñanza media en el Colegio Seminario Menor, desde donde egresó en 1987. Al año siguiente, en 1988, ingresó a la Escuela de Derecho de la Universidad Diego Portales (UDP), siéndole otorgado por la Corte Suprema el título de abogado el 16 de enero de 1995. Por su parte, en 2019 se graduó del magíster en derecho (LL.M) con mención en derecho regulatorio de la Pontificia Universidad Católica de Chile.
En el ámbito laboral, entre 1993 y 1996, fue asesor legislativo del Ministerio de Vivienda y Urbanismo.
En lo académico, en 1995 enseñó derecho civil en la Universidad de Las Américas y desde 2010 hasta 2014 fue profesor del Competitiveness Leadership Program en la Universidad de Georgetown, Estados Unidos.
Paralelamente, es vicepresidente de la Corporación ARASIS, Alerta y Respuesta contra el Abuso Sexual Infantil.

## Trayectoria política

### Inicios
Ingresó en 1984 a la Juventud Demócrata Cristiana (JDC), que encabezó más tarde, desde 1996 hasta 1998. En 1987, destacó por ser el representante de la juventud chilena en el «Tercer Encuentro Mundial de la Juventud», en Argentina, dando el discurso oficial frente al papa Juan Pablo II.
En 1990, presidió el Centro de Alumnos de la Escuela de Derecho de la Universidad Diego Portales y, al año siguiente, la Federación de Estudiantes de la misma casa de estudios.

### Diputado
En las elecciones parlamentarias de 1997, fue elegido como diputado por el distrito n° 8, correspondiente a las comunas de Coquimbo, Ovalle y Río Hurtado, en la región de Coquimbo, para el periodo legislativo 1998-2002. Integró las comisiones permanentes de Educación, Cultura, Deportes y Recreación; y de Vivienda y Desarrollo Urbano, además de la especial de Seguridad Ciudadana, que presidió entre 1999 y 2000.
En las elecciones parlamentarias de 2001, fue reelegido como diputado por el mismo distrito n° 8, por el período 2002-2006. En esta ocasión integró las comisiones de Ciencia y Tecnología; y de Economía, participando también las especiales sobre Seguridad Ciudadana y de la Juventud. Por otra parte, entre 2002 y 2003 se desempeñó como jefe de la bancada del PDC.
En las elecciones parlamentarias de 2005, mantuvo su escaño en la Cámara alta por un tercer periodo legislativo, por el mismo distrito n° 8 para el periodo 2006-2010. Allí integró las comisiones permanentes de Ciencia y Tecnología, que presidió entre 2008 y 2009; y de Constitución, Legislación y Justicia, participando, además, en la especial de la Desigualdad y Pobreza.
Entre el 20 de marzo de 2007 y el 13 de marzo de 2008 asumió como presidente de la Cámara de Diputados, cuya mesa directiva estuvo compuesta por Marcelo Díaz Díaz como primer vicepresidente y Fernando Meza como segundo vicepresidente.
Durante estos tres períodos como diputado, consiguió junto al PS Francisco Encina, el doblaje para la Concertación.[cita requerida]

### Senador
En las elecciones parlamentarias de 2009, fue elegido como senador por la 18.ª Circunscripción correspondiente a la región de Aysén, por el periodo legislativo 2010-2018), recuperando de esta manera es escaño que la DC había perdido tras la partida de Adolfo Zaldívar en 2007. Fue integrante de las comisiones de Constitución, Legislación, Justicia y Reglamento y de Defensa Nacional, que también presidió. Asimismo, fue miembro de las comisiones permanentes de Agricultura y de Derechos Humanos, Nacionalidad y Ciudadanía; y presidió las de Constitución, Legislación, Justicia y Reglamento (entre 2013 y 2014); y de Defensa Nacional (2010 y 2011). El 18 de abril de 2013, votó en contra de la destitución del ministro de Educación Harald Beyer.[cita requerida]
Desde abril de 2014 hasta marzo de 2015 integró y presidió la comisión permanente de Medio Ambiente y Bienes Nacionales; fue miembro de la comisión especial mixta de Presupuestos y de la quinta subcomisión especial mixta de Presupuestos; y comisión de Régimen Interior, que presidió desde el 11 de marzo de 2015.

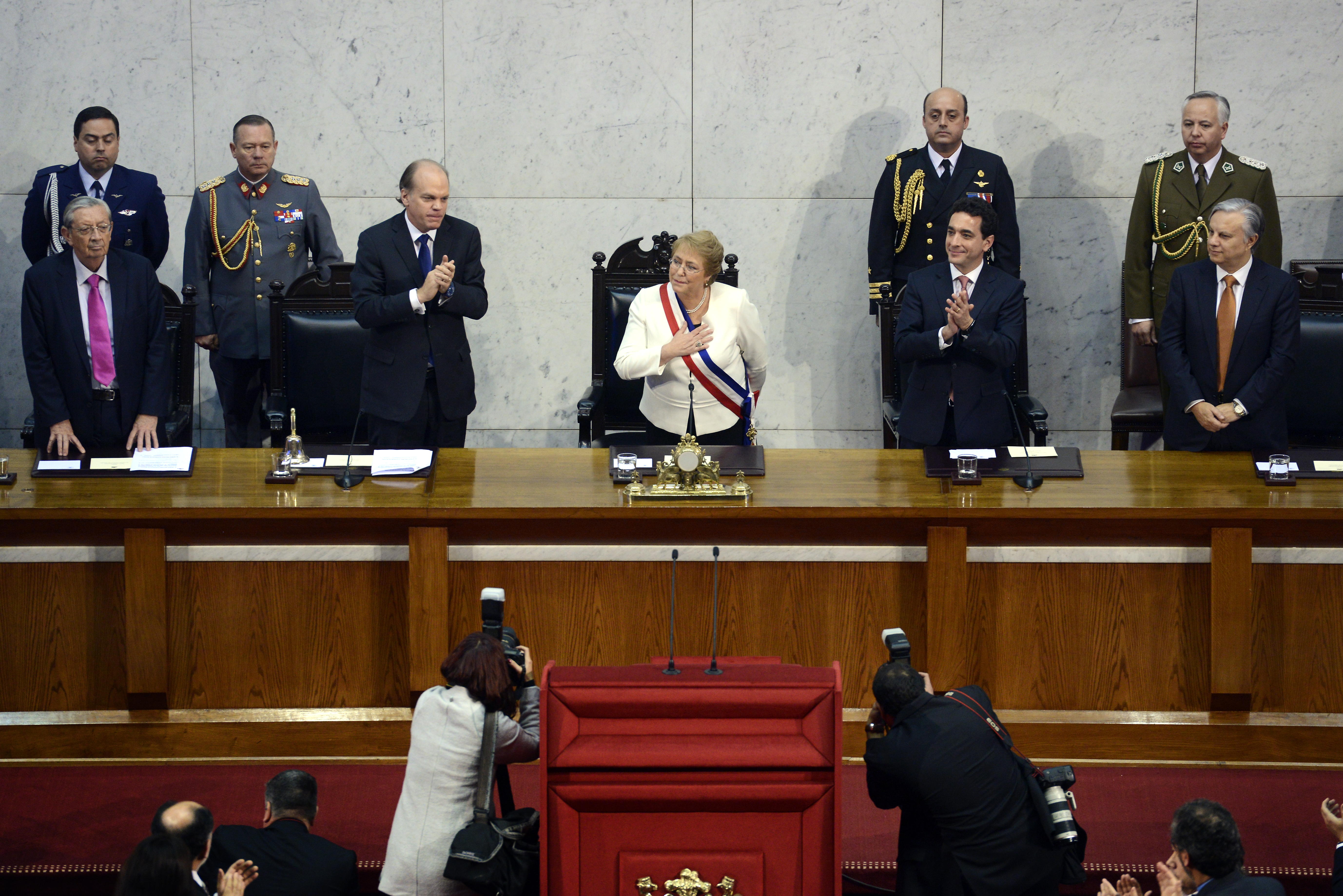
Patricio Walker (en el centro a la izquierda) —como presidente del Senado— durante la segunda Cuenta Pública de la entonces presidenta de la República Michelle Bachelet (centro), mayo de 2015.

El 11 de marzo de 2015 asumió como presidente del Senado. Su mesa directiva estuvo integrada como vicepresidente de la corporación por el militante del MAS Alejandro Navarro (censurado el 1 de julio de 2015) y, a partir del 7 de julio de 2015, por Adriana Muñoz D'Albora, del Partido por la Democracia (PPD). En el ejercicio de su función, el 21 de julio de 2015 le correspondió ser el primer presidente del Senado en rendir Cuenta Pública al país.

### Condecoraciones extranjeras
- Gran Cruz de la Orden al Mérito de la República Italiana ( Italia, 09 OCT.2007).

## Historial electoral

### Elecciones parlamentarias de 1997
- Elecciones parlamentarias de 1997, candidato a diputado por el distrito 8 (Coquimbo, Ovalle y Río Hurtado)[5]

### Elecciones parlamentarias de 2001
- Elecciones parlamentarias de 2001, candidato a diputado por el distrito 8 (Coquimbo, Ovalle y Río Hurtado)[6]

### Elecciones parlamentarias de 2005
- Elecciones parlamentarias de 2005, candidato a diputado por el distrito 8 (Coquimbo, Ovalle y Río Hurtado)[7]

### Elecciones parlamentarias de 2009
- Elecciones Parlamentarias de 2009, candidato a senador por la Circunscripción 18 (Aysén)[8]